# Ascanio Cortés
Ascanio Cortés Torres (* 5. Juli 1914 in Tocopilla; † 7. Februar 1998 in Santiago), auch bekannt unter dem Spitznamen Chano, war ein chilenischer Fußballspieler. Der Abwehrspieler lief in 13 Länderspielen für Chile auf.

## Karriere

### Verein
Ascanio Cortés begann in den Straßen von Villa Covadonga in seiner Heimatstadt Tocopilla mit dem Fußballspielen. Nach verschiedenen Stationen bei regionalen Vereinen und Auswahlmannschaften kam der zu dem Zeitpunkt 20-jährige Defensivspieler 1934 zu Audax Italiano. Anfangs als Stürmer eingesetzt, ersetzte Cortés bei der Lima-Reise 1934 den verletzten Max Fischer in der Verteidigung und blieb auf dieser Position. Er war einer der Garanten für den Meisterschaftstitel 1936. Cortés bildete bei Audax ab 1937 das Verteidiger-Pärchen mit Humberto Roa.
Nach der Südamerikameisterschaft 1939 wechselte Cortés nach Argentinien zu River Plate, bei denen er zwei Spielzeiten auf dem Platz stand. 1940 kehrte Cortés wieder zu Audax zurück. Seine letzten Karrierejahre verbrachte Cortés beim Santiago National FC.

### Nationalmannschaft
Ascanio Cortés lief zwischen 1935 und 1941 insgesamt 13-mal für die chilenische Nationalmannschaft auf. Sein Debüt gab Cortés beim Campeonato Sudamericano 1935 unter Trainer Pedro Mazullo bei der 1:4-Niederlage gegen Argentinien. Nach zwei weiteren Niederlagen landete Cortés mit der La Roja auf dem vierten und letzten Turnierplatz. Beim Campeonato Sudamericano 1937 absolvierte Cortés alle fünf Turnierspiele für die chilenische Mannschaft, die nach einem sensationellen 3:0-Sieg gegen Uruguay, einem Unentschieden gegen Peru und drei Niederlagen dennoch nur Turnierfünfter wurde.
Beim Campeonato Sudamericano 1939 führte Cortés Chile als Kapitän durch das Turnier. Am Ende folgte der vierte Platz der fünf teilnehmenden Teams. Beim Campeonato Sudamericano 1941 wurde er nur bei der 0:2-Niederlage gegen Uruguay zur zweiten Spielhälfte für Luis Vidal eingewechselt. Bei der Heim-Südamerikameisterschaft wurde Chile mit zwei Siegen und zwei Niederlagen Dritter. Für Ascanio Cortés war es das letzte Länderspiel.

## Erfolge
Audax Italiano
- Chilenischer Meister: 1936
- Campeonato Especial de Receso: 1937
- Campeonato de Apertura: 1941